# Palais d'État (Namibie)
Pour les articles homonymes, voir State House.
Le palais d'État de la république de Namibie (en anglais : State House of the Republic of Namibia) est la résidence officielle et le siège de la présidence de la république de Namibie.
Située dans la banlieue d'Auasblick à Windhoek, il est construit par la société nord-coréenne Mansudae Overseas Projects de septembre 2002 à mars 2008. Il s'agit de l'un des quatre grands projets de travaux publics construits par Mansudae en Namibie, les trois autres étant l'Heroes' Acre, le musée militaire d'Okahandja et le musée commémoratif de l'indépendance. Le coût de l'édifice est d'environ 400 millions de dollars namibiens.

## Histoire
Le palais d'État est conçu par la société nord-coréenne Mansudae Overseas Projects et construit sur une période de 66 mois,. En septembre 2002, à la fin de son mandat, le premier président de la Namibie Sam Nujoma, fait débuter la construction du nouveau bâtiment, destiné à remplacer l'ancien palais d'État situé dans le centre-ville, du fait de son espace de bureau et de parking inadéquats,.
Le 21 mars 2008, le président Hifikepunye Pohamba inaugure le palais en présence de Kim Yong-nam, président du præsidium de l'Assemblée populaire suprême de Corée du Nord, et du général cubain Leopoldo Cintra Frias,. La résidence présidentielle n'étant pas encore complètement achevée, le secrétaire du Cabinet doit faire la navette entre l'ancien palais présidentiel et le nouveau bâtiment. La première réunion du Cabinet dans le nouveau bâtiment a lieu le 2 septembre 2008,.
Selon des estimations non officielles, le coût de construction se situe entre 413,2 millions et 600 millions de dollars namibiens,. Quarante sous-traitants et fournisseurs namibiens participent au projet. Une centaine d'autres Namibiens ont travaillé sur le projet.

## Structure du complexe

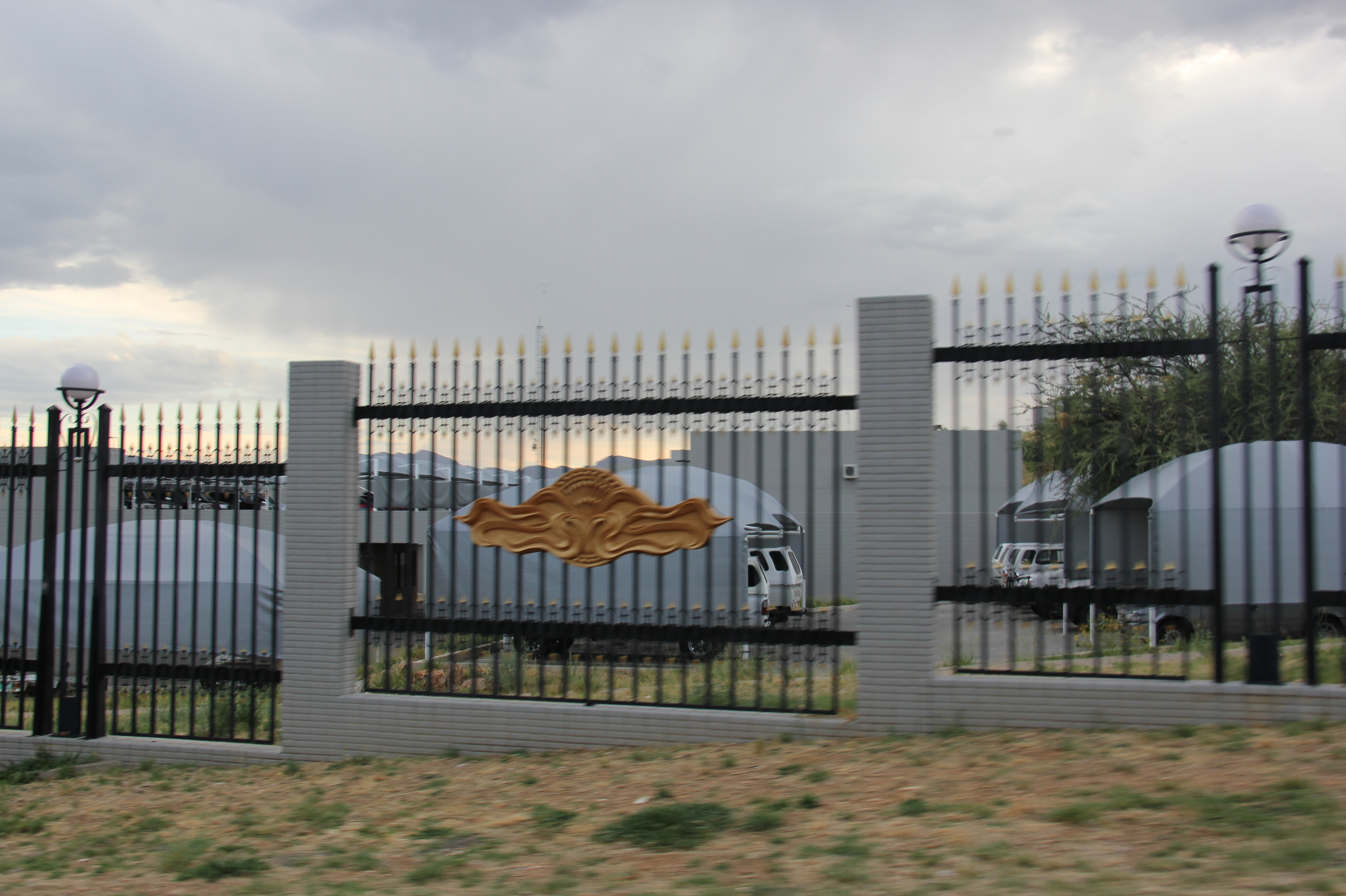
Clôture autour du palais d'État.

Le site s'étend sur 25 hectares et est délimité par une clôture en acier de deux kilomètres de long. À chaque angle de la clôture se trouvent des tours en verre teinté et de grandes salles de garde.
La zone administrative comprend le bureau du président, les bureaux des membres du cabinet et 200 bureaux du personnel du président. Séparés du bloc de bureaux, se trouvent une maison d'hôtes pour les chefs d'État en visite, deux appartements pour les autres visiteurs d'État, ainsi que la résidence du président. D'autres bâtiments abritent des garages et des logements pour les forces de police et le personnel de sécurité. En face de la porte principale, de l'autre côté de la route, se trouvent deux héliports. Des répliques d'animaux — par exemple des koudous et des éléphants — en cuivre sont dispersées sur le terrain qui s'apparente à un parc.
Dans le hall d'entrée se trouve une peinture des membres du premier cabinet namibien, dont Sam Nujoma, Hifikepunye Pohamba, Hage Geingob, Theo-Ben Gurirab, Ben Amathila, Libertine Amathila, Hidipo Hamutenya et Gert Hanekom. À la porte du hall d'entrée à deux étages, une sculpture en bois représente des femmes de tous les groupes ethniques du pays. Sur le mur opposé à ce niveau se trouve un grand tableau des chutes Epupa, peint en 2005 par un artiste coréen.

## Ancien palais d'État
L'ancien palais d'État (Old State House) se situe sur l'avenue Robert Mugabe, dans le quartier central des affaires de Windhoek, à proximité de l'église du Christ. En raison de son emplacement central et de la proximité des bâtiments voisins, une extension n'était pas réalisable, et a amené la construction du nouveau palais présidentiel.
Le 20 juillet 2010, le gouvernement décide que l'ancien palais d'État soit utilisé comme résidence et siège du Premier ministre de Namibie.